# Micrelenchus sanguineus
Micrelenchus sanguineus är en snäckart som först beskrevs av Gray 1843.  Micrelenchus sanguineus ingår i släktet Micrelenchus och familjen pärlemorsnäckor. Inga underarter finns listade i Catalogue of Life.